# مؤتمر باجواش للعلوم والشؤون الدولية

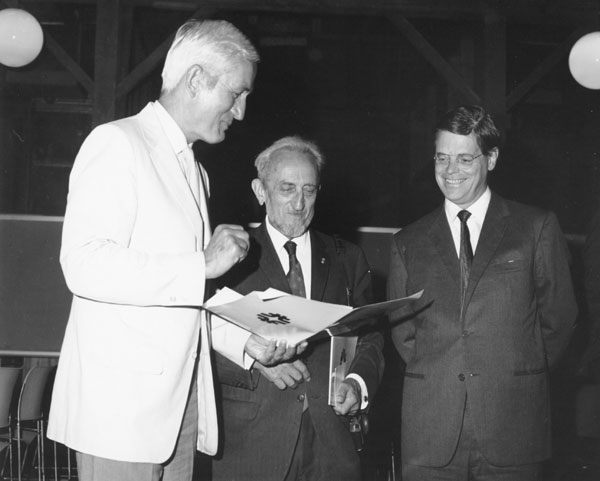
ملتقى باجواش سنة 1970

مؤتمر باجواش للعلوم والشؤون الدولية (بالإنجليزية: Pugwash Conferences on Science and World Affairs)‏هي منظمة دولية تحاول جمع علماء الدين والشخصيات العامة من أجل العمل على التقليل من مخاطر النزاعات المسلحة وإيجاد حلول لتهديدات الأمن العالمي.
تم تأسيس منظمة مؤتمر باجواش للعلوم والشؤون الدولية عام 1957 من قبل جوزيف روتبلت وبيرتراند راسل في باجواش بكندا بعد نشر بيان راسل-اينشتاين سنة 1955.
اسندت جائزة نوبل للسلام للمنطمة وجوزيف روتبلت سنة 1995 لعملهما على نزع السلاح النووي.